# La Légende de Jyuza
La Légende de Jyuza (彷徨の雲 北斗の拳 ジュウザ外伝, Hokuto no Ken Jûza Gaiden) est un manga écrit par Tetsuo Hara et dessiné par Missile Kakurai. Il a été prépublié dans le Weekly Comic Bunch, et a été compilé en un total de 2 tomes au 9 octobre 2010. Il s'agit d'une série dérivée basée sur l'univers de Ken le Survivant.

## Manga

### Fiche technique
- Édition japonaise : Shinchosha
  - Nombre de volumes sortis : 2 (terminé)
  - Date de première publication : octobre 2010
  - Prépublication : Weekly Comic Bunch

### Liste des volumes et chapitres
| no | Japonais       | Japonais          | Français       | Français |
| no | Date de sortie | ISBN              | Date de sortie | ISBN     |
| -- | -------------- | ----------------- | -------------- | -------- |
| 1  | 9 octobre 2010 | 978-4-10-771589-0 |                |          |
| 2  | 9 octobre 2010 | 978-4-10-771590-6 |                |          |